# Nevado Tres Cruces
O Nevado Tres Cruces é um maciço de origem vulcânica localizado na Cordilheira dos Andes, e compõe-se de três cumes:
- Nevado Tres Cruces Sul (6748m)
- Nevado Tres Cruces Central (6629m)
- Nevado Tres Cruces Norte (6030m)[nota 1]

O cume mais alto ao sul encontra-se na fronteira do Chile com a Argentina e é a sexta montanha mais alta dos Andes. Os dois outros cumes (11º e 104º montanhas mais altas dos Andes) ficam integralmente em território chileno, onde a área é protegida pelo Parque nacional Nevado Tres Cruces criado em 1994 na III Região do Atacama.

## Geografia e Geomorfologia
O maciço se encontra na Zona Vulcânica Central (ZVC) do Cinturão vulcânico dos Andes, cerca de 160 km a leste da cidade de Copiapó e se estende por cerca de 10 km de norte a sul, ocupando uma área total de mais de 1.000km2. A estrada internacional do Passo de São Francisco circula pelo lado oeste e norte do maciço. Uma estrada não asfaltada sobe pelo vale do Barrancas, mais próximo aos vulcões. A oeste ainda temos o Salar de Maricunga e a Laguna de Santa Rosa. A leste ficam os demais vulcões do grupo: mais próximo o Cerro Solo e mais distante o Ojos del Salado.

## Atividade Vulcânica
Os vulcões do maciço Tres Cruces têm uma extensa história de atividade, datando de pelo menos 1,5 milhão de anos. Vários domos de lava circulam o complexo, existindo também várias crateras nas cumeiras. A última erupção do vulcão sul foi a 28 mil anos, mas considera-se o Tres Cruces como possível candidato a uma erupção Holocênica de forma que ele poderia voltar a ser ativo no futuro.

## Clima e vegetação
O Tres Cruces encontra-se na região da Puna do Atacama, que se caracteriza pela ocorrência de ventos fortes, alta insolação e grandes variações diárias e sazonais de temperatura. Nas partes mais altas, ocorrem precipitações no inverno, normalmente em forma de neve e granizo. A falta de vida nessa região super árida traz normalmente a citação de tratar-se de uma paisagem lunar. A vida animal aparece em maior número ao redor de banhados formados pelo Rio Lamas.

## Montanhismo
Uma expedição polonesa em 1937 conseguiu alcançar os cumes sul e central com os escaladores  Stefan Osiecki and Witold Paryski.  O cume norte somente foi conquistado por  Wiesław Maczek (Polônia) y Agustin Ubilla (Chile) em 1972. O acesso é normalmente feito pelo leste, a partir de Copiapó, e o melhor período é de dezembro a março. O último acampamento pode ser utilizado tanto para a ascensão do cume sul como do cume central.
Muitas fontes citam somente os cumes central e sul como montanhas independentes, tendo em vista que o cume sul possui uma proeminência de 390m, e no trabalho de John Biggar, a proeminência mínima utilizada é de 400m.

## Galeria

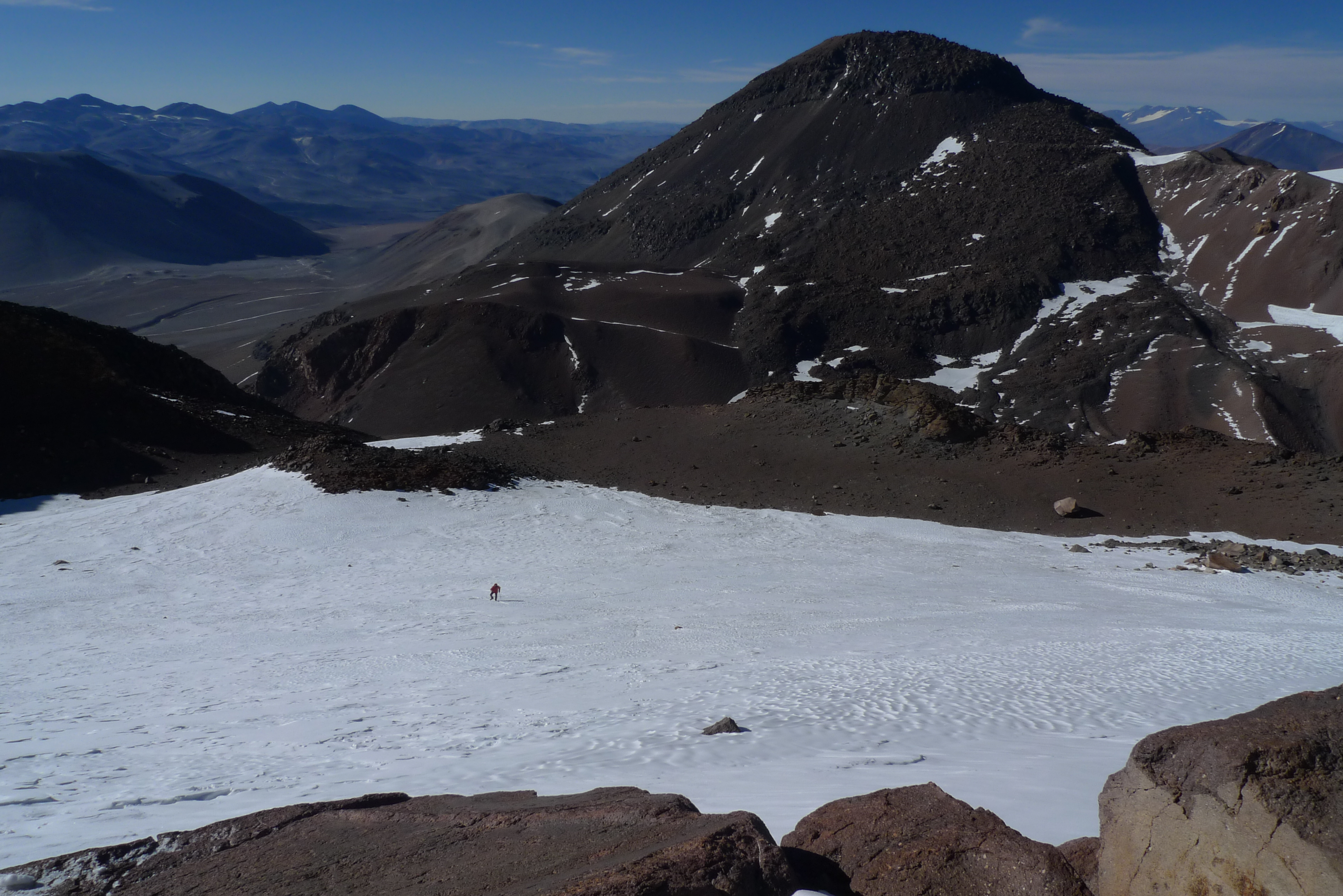
Vista para o Três Cruces Sur desde o Central.
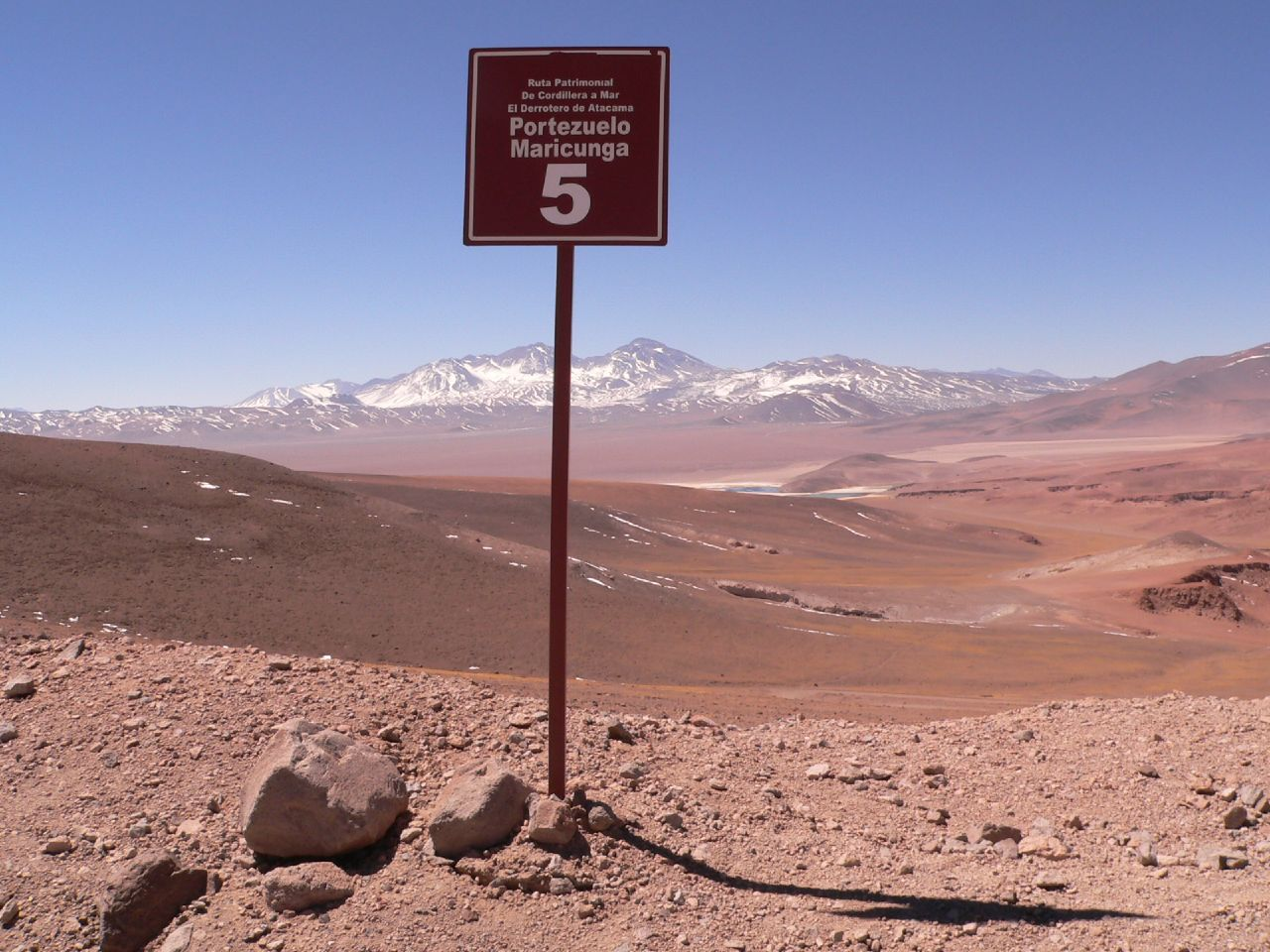
Passo de montanha de Maricunga, no Nevado Tres Cruces.
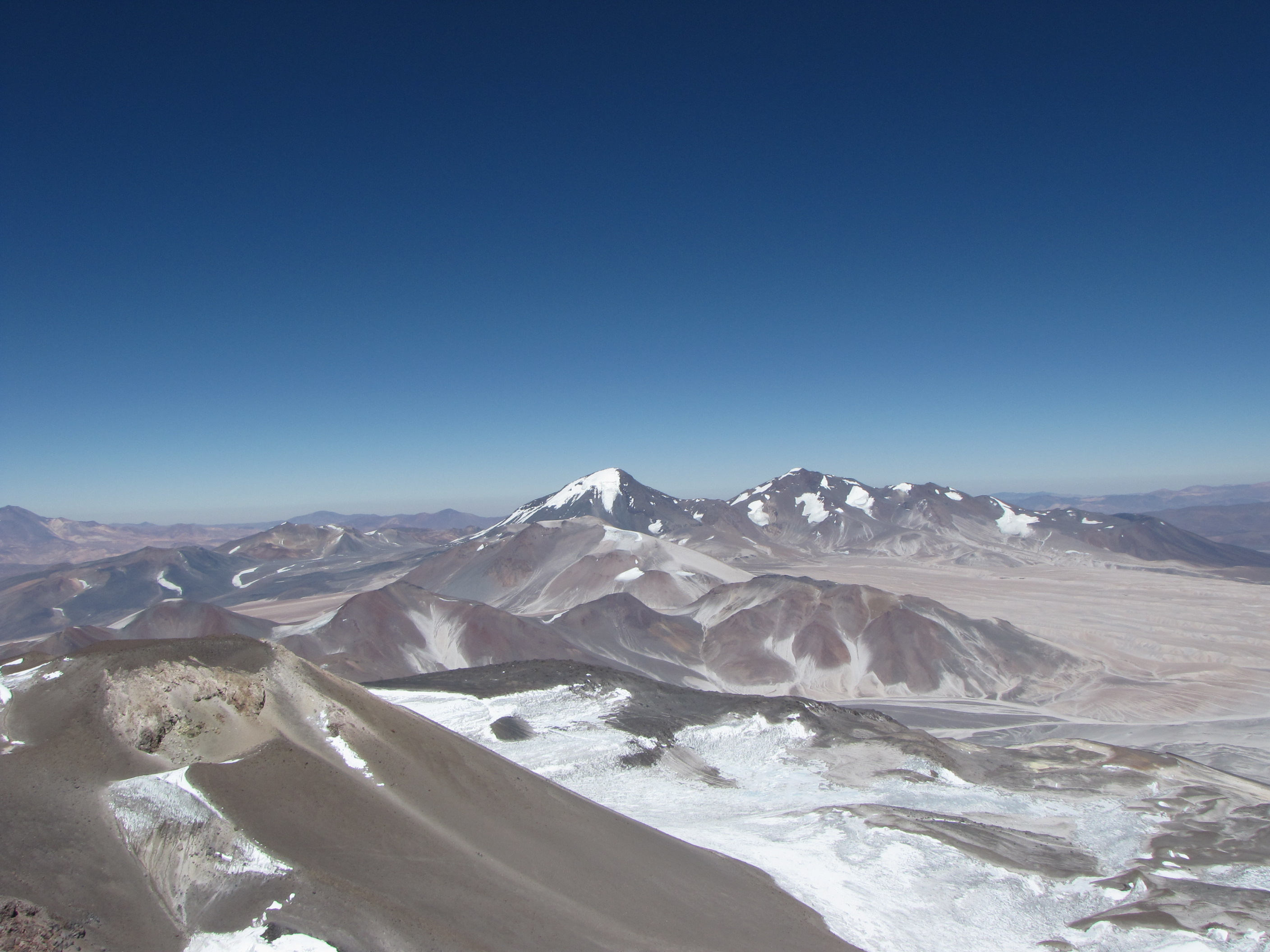
Nevado Tres Cruces visto do cume do Ojos del Salado.